# Alcyonium maristenebrosi
Alcyonium maristenebrosi is een zachte koraalsoort uit de familie Alcyoniidae. De koraalsoort komt uit het geslacht Alcyonium. Alcyonium maristenebrosi werd in 1937 voor het eerst wetenschappelijk beschreven door Stiasny. 